# Bernhard Jensen
Jakob Bernhard Christian Jensen (Odense, 16 de febrero de 1912-Hvalsø, 17 de junio de 1997) fue un deportista danés que compitió en piragüismo en la modalidad de aguas tranquilas.
Participó en los Juegos Olímpicos de Londres 1948, obteniendo una medalla de plata en la prueba de K2 1000 m. Ganó dos medallas de bronce en el Campeonato Mundial de Piragüismo de 1948.

## Palmarés internacional
| Juegos Olímpicos   | Juegos Olímpicos      | Juegos Olímpicos  | Juegos Olímpicos |
| Año                | Lugar                 | Medalla           | Evento           |
| ------------------ | --------------------- | ----------------- | ---------------- |
| 1948               | Londres (Reino Unido) | Medalla de plata  | K2 1000 m        |
| Campeonato Mundial |                       |                   |                  |
| Año                | Lugar                 | Medalla           | Evento           |
| 1948               | Londres (Reino Unido) | Medalla de bronce | K1 4 × 500 m     |
| 1948               | Londres (Reino Unido) | Medalla de bronce | K2 500 m         |